# 21785 Mechain
21785 Mechain este o planetă minoră (asteroid), cu un diametru de 4,488 km, din centura de asteroizi. A fost descoperită pe 21 septembrie 1999 la Observatorul Kleť de Miloš Tichý⁠(d) și a fost numită după Pierre Méchain. 
Obiectul prezintă o orbită caracterizată de o semiaxă mare de 2,7770298 UAi, o excentricitate de 0,17, o înclinație de 18,63591 ° în raport cu ecliptica.